# Euophrys patellaris
Euophrys patellaris là một loài nhện trong họ Salticidae.
Loài này thuộc chi Euophrys. Euophrys patellaris được J. Denis miêu tả năm 1957.